# Palladium (Tanzclub)
Das Palladium war ein legendärer Tanzsalon in den 1950er Jahren in New York City. Seine Berühmtheit erlangte er durch seine afrokubanischen Rhythmen, insbesondere den Mambo und den Cha-Cha-Cha.

## Geschichte
Das Palladium war gelegen an der 53. Straße West, Ecke Broadway in der Musik- und Theaterzone. Auf seiner Tanzfläche bot es mehr als 1.000 Paaren Platz. Weiße Anglo-Amerikaner tanzten hier Foxtrott, Tango und den alten Swing. Hervorgegangen ist es aus den „Alma Dance Studios“, die Ende der 1940er-Jahre in eine Krise gerieten und 1949 verkauft wurden. Der damalige Manager Federico Pagani richtete bereits 1947 sonntags eine separate Veranstaltung ein, ein Matinee für das hispanische Publikum: den „Blen Blen Club“. Die Gruppe „Machito y sus Afro-Cubans“ spielten hier eine Mischung aus kubanischen Rhythmen und Bebop. Hinter der Gruppe steckte als Musikdirektor der Kubaner Mario Bauzá, Bandleader war Frank Grillo „Machito“, der seine Schwester Graciela dazuholte, und Komponist war der Perkussionist Chano Pozo, der zuvor bei Dizzy Gillespie gespielt hat. Der Erfolg dieser Art Latin Jazz war enorm, der Salon war sonntags in all seinen Kapazitäten ausgelastet. Unter dem neuen Besitzer Max Hyman reservierte man ab 1949 einen zweiten Tag in der Woche für lateinamerikanische Rhythmen, den Mittwoch, und kontrahierte zwei weitere Gruppen: Tito Puente und die „Picadilly Boys“. Puente, der schon zuvor sonntags im Matinee mitgewirkt hatte, wurde als Perkussionist erst mit der Zeit zum Bandleader der Gruppe. Wegen seiner Virtuosität und Kreativität bekam er den Spitznamen „El Rey del Timbal“. Das dritte Orchester war das Septett des anderen „Tito“: des Sängers Tito Rodríguez.
Ab 1950 erreichte Dámaso Pérez Prados „Mambo No.5“ eine ungeheure Popularität. Fortan widmeten sich „The Big Three“, wie die drei Orchester mittlerweile genannt wurden, dem Mambo und brachten einen Mambo-Hit nach dem anderen heraus, die bekanntesten: „Picadillo“, „Ran Kan Kan“ (Puente), „Mambo Mona (Mama Guela)“, „Joe Lustig Mambo“ (Rodriguez) und „Asia Minor“, „Babarabatiri“ (Machito). Am Ende der 50er-Jahre kam auch der Cha-Cha-Cha hinzu.
Im November 1958 reiste der Kubaner José Fajardo mit seinem Orchester nach New York, um im Waldorf Astoria den Senator John F. Kennedy bei einer Veranstaltung der Demokratischen Partei musikalisch zu unterstützen. Danach spielte er im Palladium – und blieb gleich dort, denn am 1. Januar 1959 zog Fidel Castro mit seinen Guerilleros der Bewegung des 26. Juli in Havanna ein. Dies schien dem Palladium zunächst nichts anhaben zu können: viele Kubaner flohen in die USA, kubanische Musik war beliebt wie nie zuvor. Fajardo spielte Cha-Cha-Cha und Bolero, er brachte den „Bilongo“ mit und machte mit seiner Flöte sogar den Danzón wieder populär. Nach dem Desaster in der Schweinebucht am 17. April 1961 versuchte die US-Regierung, die kulturellen Einflüsse Kubas in den USA zurückzudrängen. Das Palladium bekam keine Ausschanklizenz mehr für hochprozentigen Alkohol. Es konnte sich daraufhin noch einige Zeit halten und musste 1966 endgültig schließen.

## Bedeutung und Entwicklungen
Man darf die Bedeutung des „Blen Blen Clubs“ Ende der 40er-Jahre nicht zu niedrig ansetzen: Eine Gruppe schwarzer (!) Lateinamerikaner spielte zum ersten Mal in einem Tanzsalon für anglo-amerikanisches Publikum. In der Folge avancierten lateinamerikanische Musikgruppen nicht nur zum Pausenfüller, sondern zur Hauptattraktion des Programms. Mit den Musikern kamen aber auch die farbigen Zuschauer zum Tanz, die „canallas“ (dt. Schuft, Schurke), mit ihrem „Geruch“ und ihren „schlechten Manieren“. Das stellte für das Palladium ein nicht unbeträchtliches Geschäftsrisiko dar und war für die feine weiße Gesellschaft gewöhnungsbedürftig.
„Machito y sus Afro-Cubans“ wurde zum Vorbild für zahlreiche Gruppen, die versuchten, den Latin Jazz zu kopieren. New York wurde zur Hochburg des Latin Jazz und die afrokubanische Musik dominierte die Tanzrhythmen.
Eine Latin-Big-Band widmete sich lateinamerikanischen Rhythmen. Sie bestand neben dem Piano und dem Bass aus der klassischen Trompeten-, Posaunen- und Saxophon-Sektion. Als Rhythmusinstrumente etablierten sich Bongos, Timbales und die Tumbadoras (Congas); für die exponierte Stellung der letzteren sorgte insbesondere Chano Pozo, der Perkussionist von Machito. Die Timbales verdrängten zunehmend das Schlagzeug. Doch während man andernorts begann, die Timbales wie ein Schlagzeug zu spielen, behielt Tito Puente das kubanische Muster des Danzóns und des Sons bei und wurde damit zu einem der einflussreichsten Timbalisten lateinamerikanischer Musik. Pérez Prado benutzte für seinen Mambo dagegen eine Perkussion, die den Schwerpunkt ganz auf die Tumbadora legte.
Viele bekannte lateinamerikanische Musiker spielten im Palladium: José Fajardo, Orchestra Aragón, Beny Moré und aus Puerto Rico Rafael Cortijo und Ismael Rivera, Cesar Concepción, und viele andere. Berühmte Tänzer, wie Freddie Rios, Mike Ramos, die Paare Pete und Millie Donay, Augie und Margo Rodriguez, tanzten im Palladium mit seinen Tanzwettbewerben. „Killer Joe Piro“ lehrte die Leute die Schritte und Drehungen des Mambo und des Cha-Cha-Cha. Das Palladium war das Mekka des lateinamerikanischen Tanzes.
Aber das Palladium war nicht nur lateinamerikanischer Musik vorbehalten, viele Jazz-Größen machten hier Musik und viele berühmte Persönlichkeiten zählten zu seinen Gästen, darunter Dizzy Gillespie, Marlon Brando, Sammy Davis Jr., Bob Hope, Lena Horne, Shirley Booth, Henry Fonda, Abbe Lane, Box-Schwergewichtsweltmeister Ezzard Charles, u. a.

## Gegenwart
An das Palladium erinnert heute nur noch ein Restaurant an der 53. Straße mit dem gleichen Namen. Verschiedene Tanzschulen haben versucht, an die Palladium-Ära anzuknüpfen, indem sie Salsa als einen New York Style lehrten, der gleichwie Mambo und Cha-Cha-Cha auf dem zweiten Taktschlag beginnt. 
Koordinaten: 40° 45′ 48″ N, 73° 58′ 58″ W